# FOSDEM

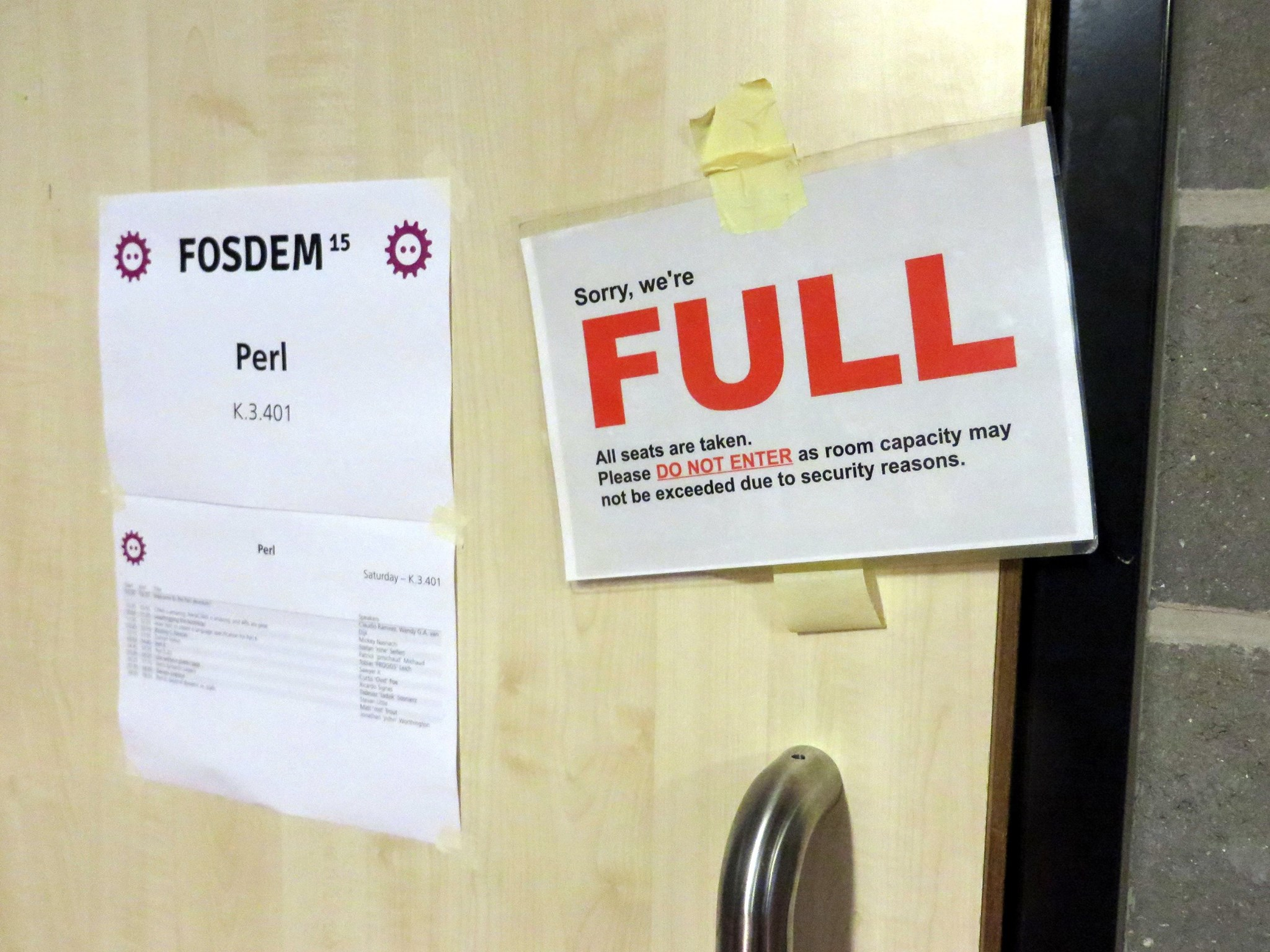
На FOSDEM высокая посещаемость

Европейская встреча разработчиков свободного и открытого ПО (англ. Free and Open source Software Developers' European Meeting, FOSDEM), это организуемое добровольцами европейское некоммерческое мероприятие, посвящённое разработке свободного и открытого программного обеспечения. Несмотря на своё название, оно рассчитано не только на разработчиков, но и на всех интересующихся свободным и открытым ПО. Целью мероприятия является предоставление возможности разработчикам встречаться и повышать уровень осведомлённости и использования СПО.
FOSDEM проводится ежегодно, обычно в первые выходные февраля, в кампусе Сольбош Брюссельского свободного университета, расположенном на юго-востоке Брюсселя.

## История
Впервые FOSDEM был проведён 2000 году Рафаэлем Бодэном (фр. Raphael Bauduin) под названием Open Source Developers of Europe Meeting (OSDEM). Рафаэль пошутил, что так как он чувствовал, что он недостаточно умён, чтобы вносить существенный вклад в сообщество открытого ПО, то он решил поучаствовать, организовав европейское мероприятие в Брюсселе. Первое мероприятие было организовано им совместно с Дэмиеном Сандрасом (англ. Damien Sandras), и его посетило на порядок больше людей, чем ожидалось организаторами. Они повторили мероприятие на следующий год, и тогда же по просьбе Ричарда Столлмана в название была добавлена буква F.
С тех пор мероприятие проводится ежегодно, и в каждый год в расписании увеличивается количество докладов и потоков, послушать которые приходит всё большее и большее количество посетителей (около 4000 в 2011 году и до 8000 в 2019). К сожалению, из-за отсутствия регистрации на мероприятие, сложно оценить даже примерное число посетителей.

### История конференции
- 2001 — Проведено под названием OSDEM командой из пяти человек. Подготовка заняла пару месяцев.
- 2002 — По просьбе Ричарда Столлмана переименовано в FOSDEM. Посетило несколько тысяч человек.
- 2003
  - Основные доклады: The History of Free Software (Jon 'Maddog' Hall), FSF (Ричард Столлман)
  - Потоки: databases, desktop, education, multimedia, security, toolkit, tutorials
  - Developer rooms: embedded software, gnome developers, GNUstep, KDE, Mozilla, PostgreSQL
- 2004
  - Основные доклады: The open source paradigm shift (Тим О’Райли), FSF (Ричард Столлман)
  - Потоки: accessibility, Java, Linux kernel, скриптовые языки, компьютерная безопасность, X.Org Foundation
  - Developer rooms: Debian, Java, OpenMosix, MySQL, встраиваемое ПО, KDE, Mozilla, Tcl
  - Обучающие, неофициальные доклады.

- 2005

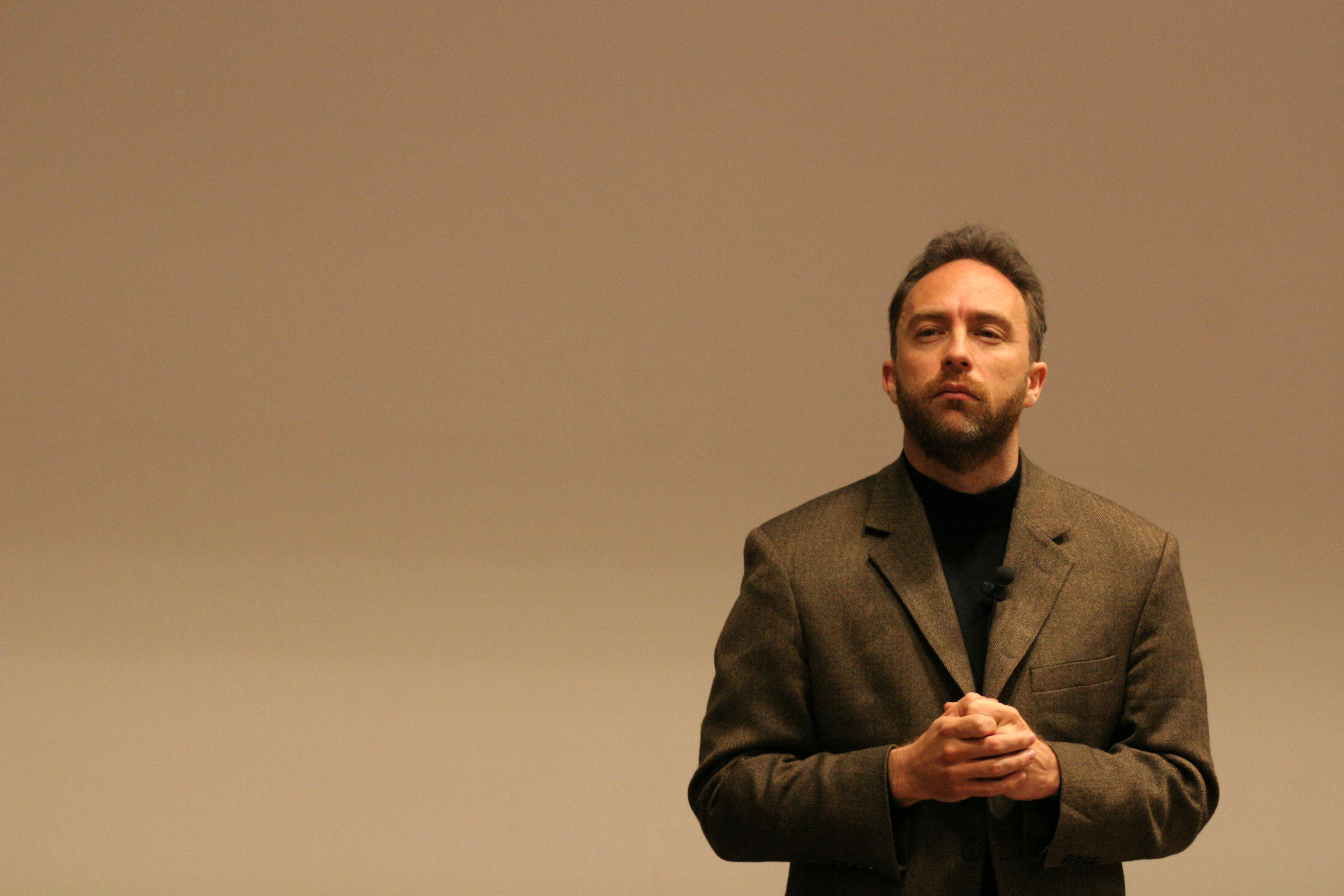
Джимми Уэйлс на FOSDEM 2005

  - Основные доклады: Wikipedia (Джимми Уэйлс), FSF (Ричард Столлман)
  - Потоки: Desktop, инструменты разработки ПО, GRID/кластеры, Linux kernel, системы управления пакетами, компьютерная безопасность
  - Developer rooms: Calibre, кластеры, Dokeos, встраиваемое ПО, Gnome, GNU Hurd, KDE, Opengroupware, PHP/Pear, GNU Classpath, Debian, Drupal, Gentoo, GNUstep, Jabber, Mozilla, Perl, Tcl
  - Опять был поток с неофициальными докладами.
- 2006
  - Основные доклады: Обсуждение GPLv3 (Ричард Столлман)
  - Потоки: Desktop, инструменты разработки ПО, компьютерная безопасность, Systems, Voice over IP, Web 2.0
  - Developer rooms: Ada, GNU Classpath, встраиваемое ПО, Gnome, Jabber, Linux on Laptops, Opengroupware, Tcl/Tk, Calibre, Debian, Gentoo, GNUstep, KDE, Mozilla, openSUSE, X.org
- 2007
  - Основные доклады: OLPC (Jim Gettys), Liberating Java (Simon Phipps)
  - Потоки:
    - основные потоки: Opening/closing talks, компьютерная безопасность, Desktop applications, Development and languages, Kernel, Web, Internet Services
    - прочие потоки: короткие доклады, Key signing party

  - Developer rooms: CrossDesktop, KDE, Gnome, openSUSE, Mozilla, GNU Classpath+OpenJDK DevJam, CentOS+Fedora, Jabber, OpenGroupware+GNUstep, Python, Research Room, X.org, Gentoo, Debian, встраиваемое ПО
- 2008
  - Основные доклады: «Tux with Shades, Linux in Hollywood» (Robin Rowe), How a large scale opensource project works (Robert Watson), Status update of Software Patents (Pieter Hintjens)
  - Потоки: Opening/Closing talks, Languages, Build Systems, Games, Packaging, Virtualization, Web
  - Developer rooms: BSD+PostgreSQL, CentOS+Fedora, CrossDesktop, Debian, Drupal, встраиваемое ПО, Free Java, GNOME, JBoss, Mozilla, OpenOffice.org, openSUSE, Research Room, Ruby on Rails, X.org
  - There were lightning talks about miscellaneous subjects.
- 2009
  - Основные доклады: «Free. Open. Future?» (Mark Surman), Debian (Bdale Garbee), Google Summer of Code: A behind the scenes look at a large scale community (Leslie Hawthorn)
  - Потоки: Distributions, Languages, компьютерная безопасность, Systems, Collaboration, Kernel
  - Developer rooms: Ada, BSD+PostgreSQL, CentOS+Fedora, CrossDesktop, Debian, Drupal, встраиваемое ПО, Free Java, GNOME, GNUStep+Groupware, Jabber+XMPP, KDE, Mozilla, OpenOffice.org, openSUSE, Ruby on Rails, X.org
  - There were lightning talks about miscellaneous subjects.
  - Various activities: Key Signing Party, Open Source Initiative special session, etc.

- 2011

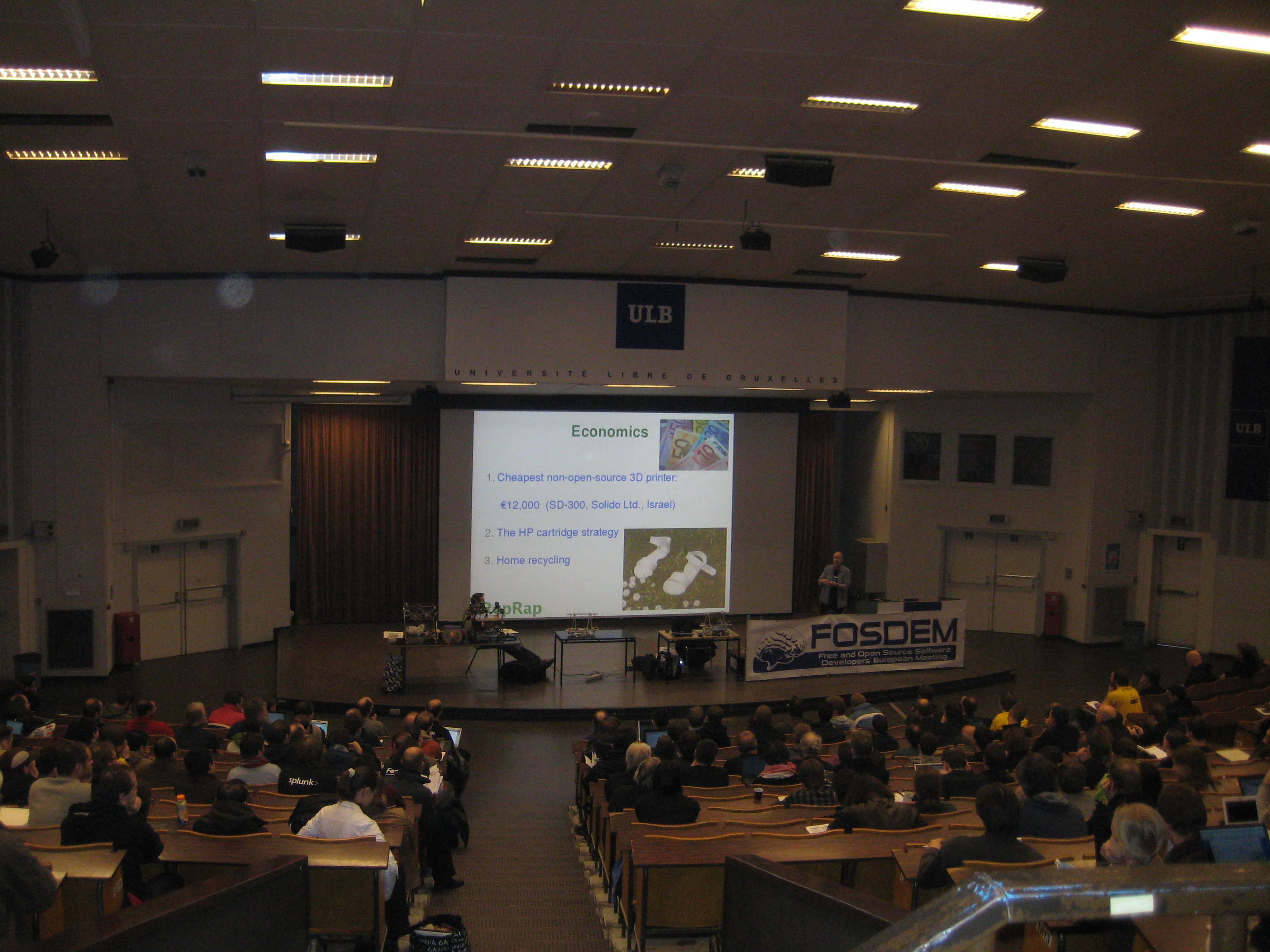
FOSDEM 2010

  - Основные доклады: «Why Political Liberty Depends on Software Freedom More Than Ever» (Eben Moglen), «LLVM and Clang» (Chris Lattner), «How kernel development goes wrong and why you should be a part of it anyway» (Jonathan Corbet)[8]
  - Потоки: Systems, Web browsing, Cloud, Languages, Office, Web frameworks[9]
  - Developer rooms: Crossdesktop, Data analytics, Cross distro, встраиваемое ПО, Free Java, GNU, Jabber & XMPP, Mono, Mozilla, MySQL & friends, компьютерная безопасность & hardware crypto, World of GNUstep, Accessibility, Configuration & Systems management, LibreOffice, New challenges in virtualization, Open source telephony, Perl, PostgreSQL[9]
  - There were lightning talks about miscellaneous subjects[10].
  - Various activities: PGP key signing,[11] certifications,[12] beer drinking,[13] etc.
- 2012
  - Основные доклады: «Free Software: A viable model for Commercial Success» (Robert Dewar), «A new OSI for a new decade» (Simon Phipps), «Re-thinking system and distro development» (Lars Wirzenius), «Freedom, out of the box!» (Bdale Garbee)[14]
  - Потоки: Future of UI, Hypervisors, Network and IO, System, Community, Development[14]
  - Developer rooms: Ada, CrossDesktop, CrossDistribution, встраиваемое ПО, Free Java, GNUstep, Hardware Cryptography, JBoss.org, Jabber and XMPP, Legal Issues, LibreOffice, Mono, Mozilla, Open Mobile Linux, PostgreSQL, Virtualization and Cloud, X.Org+OpenICC, Configuration and Systems Management, Graph Processing, Microkernel OS, MySQL and friends, Open Source Game Development, Perl, компьютерная безопасность, Smalltalk, Telephony and Communications,[15]
  - There were lightning talks about miscellaneous subjects[16].
- 2013
  - Основные доклады: «How we made the Jenkins community» (Kohsuke Kawaguchi), «The Devil is in the Details» (Amelia Andersdotter), «The Keeper of Secrets» (Leslie Hawthorn)[17]
  - Потоки: Graphics hardware and FOSS[18]

- 2014[19]
  - Developer rooms: Ada, Automotive development, BSD, Configuration management, Desktops, Distributions, встраиваемое ПО, Energy-efficient computing, Game development, Go, Graph processing, Graphics, High-performance computing and computational science, Internet of things, Java, JavaScript, Legal issues, LLVM, Microkernel and component-based operating systems, Mozilla, MySQL, NoSQL, Open document editors, Perl, PostgreSQL, Python, Smalltalk, Software-defined radio, Testing and automation, Valgrind, Virtualisation, Wikis, Wine[20].
- 2015[21]
  - Основные доклады: "Identity Crisis: Are we who we say we are? (Karen Sandler), «What is wrong with Operating Systems» (Antti Kantee), «Living on Mars: A Beginner’s Guide» (Ryan MacDonald)[22].
- 2016[23]
  - Основные доклады: «systemd and Where We Want to Take the Basic Linux Userspace in 2016» (Lennart Poettering), «Ian Murdock — In Memoriam» (Martin Michlmayr), and «Putting 8 Million People on the Map — Revolutionizing crisis response through open mapping tools» (Blake Girardot)[24].
  - DevRooms: Ada; BSD; Coding for Language Communities; Configuration Management; Containers and Process Isolation; Desktops; Distributions; EDA; встраиваемое ПО, Mobile and Automotive; Free Java; GNU Guile; Geospatial; Go; Graph Processing; Graphics; high-performance computing, big data and data science; Internet of things (IoT); LLVM toolchain; Legal and Policy Issues; Lua; Microkernels; Mozilla; MySQL and Friends; Open Document Editors; Open Game Development; Open Media; Open Source Design; PHP and Friends; Perl; PostgreSQL; Python; Real Time; Ruby; SDN and NFV; компьютерная безопасность; Software Defined Radio; Testing and Automation; Virtualisation and IaaS[25].

- 2017[26]

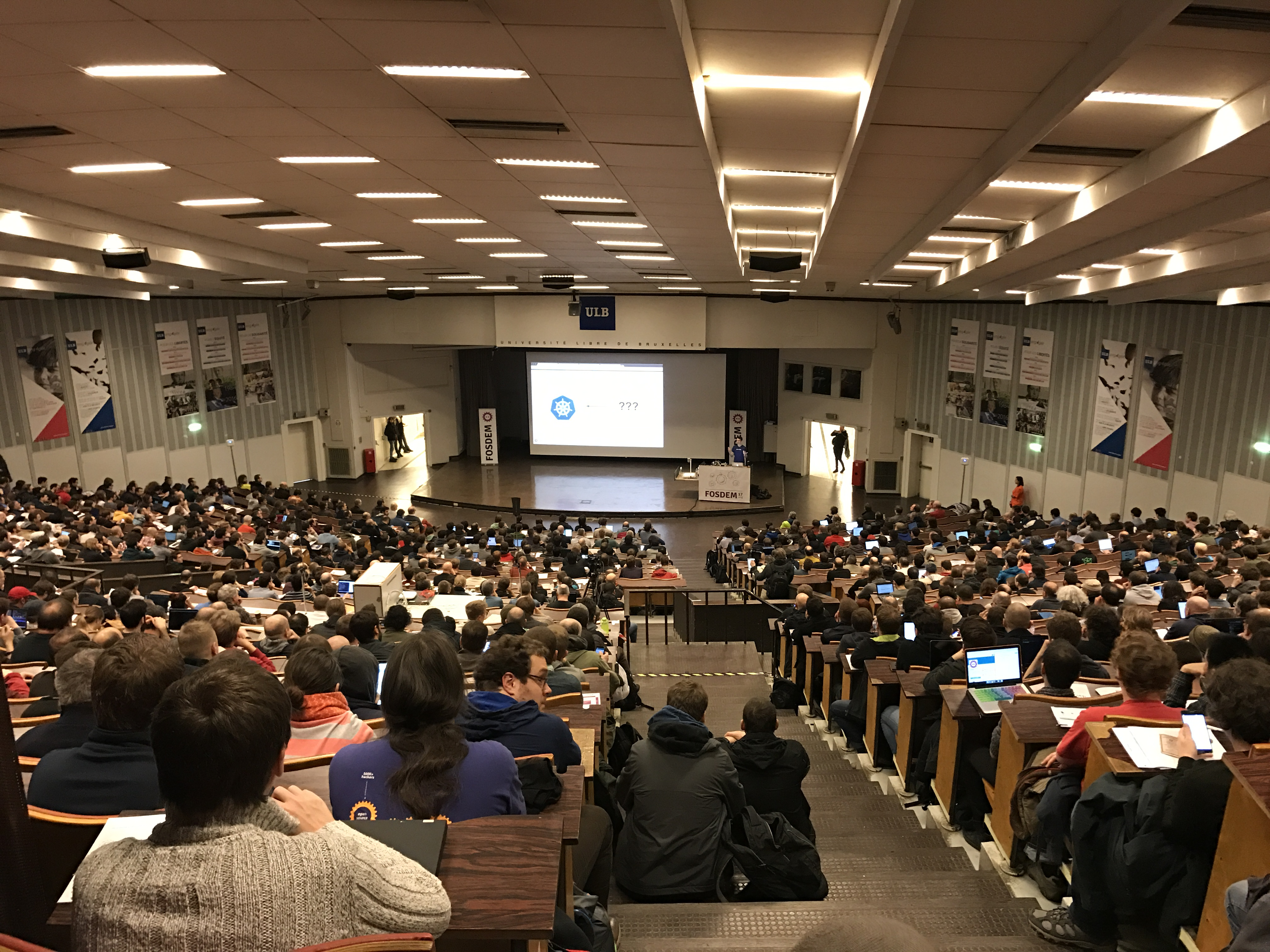
FOSDEM 2017

  - Основные доклады: «Kubernetes on the road to GIFEE» (Brandon Philips), «Software Heritage» (Stefano Zacchiroli, Roberto Di Cosmo), «Understanding The Complexity of Copyleft Defense» (Bradley M. Kuhn), «Using Linux in Air Traffic Control» (Gerolf Ziegenhain)[27]
  - DevRooms: BSD; Backup and Disaster Recovery; Community; Config management; Decentralised Internet; Desktops; Distributions; Electronic Design Automation (EDA); встраиваемое ПО, mobile and automotive; Free Java; GNU Guile; Geospatial; Go; Graph; HPC, big data and data science; oT; LLVM toolchain; Legal and Policy Issues; Linux Containers and Microservices; Lua; Microkernels and Component-based OS, Monitoring and Cloud; Mozilla; MySQL and Friends; Open Document Editors; Open Game Development; Open Media; Open Source Design; PHP and Friends; Perl; PostgreSQL; Python; Real Time Communications; Ruby; SDN and NFV; компьютерная безопасность; Software Defined Radio; Software Defined Storage; Testing and Automation; Valgrind; Virtualisation and IaaS[28].
- 2018[29]
  - Основные доклады: «Consensus as a Service» (Simon Phipps), «Next Generation Internet Initiative» (Rob van Kranenburg, Michiel Leenaars, Marietje Schaake, Georgios Tselentis), «Exploiting modern microarchitectures» (Jon Masters)[30].
  - DevRooms: Ada; BSD; CAD and Open Hardware; Community; Config Management; Containers; DNS; Debugging tools; Decentralised Internet and Privacy; Distributions; встраиваемое ПО, mobile and automotive; Free Java; Geospatial; Go; Graph Processing; Graphics; HPC, Big Data, and Data Science; Hardware Enablement; Identity and Access Management; Internet of Things; LLVM Toolchain; Legal and Policy Issues; Microkernels; Monitoring and Cloud; Mozilla; MySQL and Friends; Open Document Editors; Open Media; Open Source Design; Package Management; Perl Programming Languages; PostgreSQL; Real Time Communications; Retrocomputing; Rust; SDN and NFV; Software Defined Radio; Software Defined Storage; Source Code Analysis; Testing and automation; Tool the Docs; Virtualization and IaaS[31].
- 2019[32]
  - Основные доклады: «Can Anyone Live in Full Software Freedom Today? Confessions of Activists Who Try But Fail to Avoid Proprietary Software» (Bradley M. Kuhn, Karen Sandler), «FLOSS, the Internet and the Future» (Mitchell Baker), «Blockchain: The Ethical Considerations» (Deb Nicholson), «The Cloud is Just Another Sun» (Kyle Rankin), «2019 — Fifty years of Unix and Linux advances» (Jon 'maddog' Hall)[33].
  - DevRooms: .NET and TypeScript; Ada; BSD; Blockchain and Crypto Currencies; CAD and Open Hardware; Collaborative Information and Content Management Applications; Community devroom; Containers; DNS; Decentralized Internet and Privacy; Distributions; Free Java; Free Software Radio; Free Tools and Editors; Geospatial; Go; Graph Processing; Graphics; HPC, Big Data and Data Science; Hardware Enablement; Infra Management; Javascript; LLVM; Legal and Policy Issues; ML on Code; Microkernels and Component-based OS; Minimalistic Languages; Monitoring and Observability; Mozilla; MySQL, MariaDB and Friends; Open Document Editors; Open Media; Open Source Design; PHP & Friends; PostgreSQL; Python; Quantum Computing; RISC-V; Real Time Communications (RTC); Retrocomputing; Rust; Search; компьютерная безопасность; Software Defined Networking; Software Defined Storage; Tool the Docs; Virtualization and IaaS[34].
- 2020[35]
  - Основные доклады: «The Linux Kernel: We have to finish this thing one day ;) — Solving big problems in small steps for more than two decades» (Thorsten Leemhuis), «FOSSH — 2000 to 2020 and beyond! — maddog continues to pontificate» (Jon 'maddog' Hall), «FOSDEM@20 — A Celebration — The cliché of constant change» (Steven Goodwin)
  - DevRooms: Free Java; Software Defined Networking; DNS; Web Performance; Open Source Computer Aided Modeling and Design; MySQL and Friends; Collaborative Information and Content Management Applications; Coding for Language Communities; Erlang, Elixir and Friends; Graph Processing; Ada; Open Research Tools and Technologies; Open Source Game Development; RISC-V; Retrocomputing; LLVM toolchain; X.Org/Graphics; Hardware-aided Trusted Computing; Open Source Firmware, BMC and Bootloader; компьютерная безопасность; Quantum Computing; Legal and Policy Issues; Testing and Automation; Python; Open Document Editors; Backup and Recovery; Dependency Management; Infra Management; Containers; встраиваемое ПО; JavaScript; Software Defined Storage; Virtualization and IaaS; Open Source Design; PostgreSQL; Software Defined Radio; BSD; Minimalistic Languages; Geospatial; Distributions; Rust; Debugging tools; Hardware Enablement; Microkernels and Component-based OS; Mozilla; Kotlin; Decentralized Internet and Privacy; Open Media; Go; Continuous Integration and Continuous Deployment; HPC and computational science; Community Development; Free Tools and Editors; Monitoring and Observability; Real Time Communications; Internet of Things[36]

## Финансирование
Посещение и участие в мероприятии полностью бесплатны. Финансирование FOSDEM состоит из денег корпоративных спонсоров, которые принимают некоммерческую природу мероприятия, и из добровольных пожертвований от посетителей. За своё участие спонсоры получают лишь небольшой сувенир и упоминание на печатной продукции. Вся организационная работа производится силами волонтёров.

## Награда FSF
С 2002 по 2006 год на FOSDEM проводилась ежегодная церемония награждения премией Award for the Advancement of Free Software от Фонда свободного программного обеспечения.